# تپه سر دشت
تپه سر دشت مربوط به هزاره ۲و۱ قبل از میلاد است و در روستای سقز، بخش صاحب، روستای کیسلان واقع شده و این اثر در تاریخ ۵ آذر ۱۳۸۰ با شمارهٔ ثبت ۴۴۷۹ به‌عنوان یکی از آثار ملی ایران به ثبت رسیده است.